# Tro- och huldhetsed
Tro- och huldhetseden var en juridisk ed vilken i äldre svensk rätt krävdes för att man skulle få inneha vissa ämbeten, bli svensk medborgare eller burskapsägande borgare. Med avläggande av eden lovade man att visa respekt för grundlagarna samt rikets styrelseskick. Den är jämförbar med den nuvarande amerikanska Pledge of Allegiance eller den brittiska Oath of Allegiance.

## Edens ordalydelse
| ”                              | Jag N. N. lofwar och swär, wid Gud och Hans Heliga Evangelium, att jag städse skall wara min rätte Konung, den Stormäktigste Furste och Herre, N. N., Sweriges, Norges, Götes och Wendes Konung, samt det Kongl. Huset huld och trogen. Jag skall ock med lif och blod förswara det Konungsliga wäldet samt Riksdagens rättigheter; allt i öfwerensstämmelse med Rikets Grundlagar, dem jag till alla delar skall lyda och efterkomma. Detta lofwar jag på heder och samvete hålla, så sannt mig Gud hjelpe till lif och själ. | „ |
| – 1866 års tro- och huldhetsed | |   |